# 1987-es Formula–1 brazil nagydíj
Az 1987-es Formula–1-es világbajnokság  első futama a brazil nagydíj volt.

## Futam
A brazil nagydíj időmérő edzésén Mansell és Piquet az első két helyen, utánuk Senna, Fabi és Prost következett a rajtrácson.
A rajt után Piquet szerezte meg a vezetést a jól induló Senna előtt. Mansell rossz rajtja után visszazárkózott a harmadik helyre. A 7. körben Piquet kiállt a boxba, hogy kitisztítsák a hűtőjét, majd Mansell is hasonló okkal állt ki. Sennáé lett így a vezetés, de autója nehéz kezelhetősége miatt kiállt szerelőihez, így Prost vette át a vezetést. Míg a francia csak kétszer állt ki boxba, addig riválisai háromszor. Mansell versenyét egy defekt tette tönkre, míg Senna motorhibával állt ki, így Prost győzött Piquet, Johansson és Berger, Boutsen és Mansell előtt.
|         | Rsz. | Versenyző          | Csapat                 | Körök | Idő/Kiesések     | Rajthely | Pontok |
| ------- | ---- | ------------------ | ---------------------- | ----- | ---------------- | -------- | ------ |
| 1       | 1    | Alain Prost        | McLaren-TAG            | 61    | 1:39:45,141      | 5        | 9      |
| 2       | 6    | Nelson Piquet      | Williams-Honda         | 61    | + 40,547         | 2        | 6      |
| 3       | 2    | Stefan Johansson   | McLaren-TAG            | 61    | + 56,758         | 10       | 4      |
| 4       | 28   | Gerhard Berger     | Ferrari                | 61    | + 1:39,235       | 7        | 3      |
| 5       | 20   | Thierry Boutsen    | Benetton-Ford          | 60    | + 1 kör          | 6        | 2      |
| 6       | 5    | Nigel Mansell      | Williams-Honda         | 60    | + 1 kör          | 1        | 1      |
| 7       | 11   | Nakadzsima Szatoru | Lotus-Honda            | 59    | + 2 kör          | 12       |        |
| 8       | 27   | Michele Alboreto   | Ferrari                | 58    | Kipördülés       | 9        |        |
| 9       | 10   | Christian Danner   | Zakspeed               | 58    | + 3 kör          | 17       |        |
| 10 (1)  | 3    | Jonathan Palmer    | Tyrrell-Ford           | 58    | + 3 kör          | 18       |        |
| 11 (2)  | 4    | Philippe Streiff   | Tyrrell-Ford           | 57    | + 4 kör          | 20       |        |
| 12 (3)  | 14   | Pascal Fabre       | AGS-Ford               | 55    | + 6 kör          | 22       |        |
| Kiesett | 18   | Eddie Cheever      | Arrows-Megatron        | 52    | Túlmelegedés     | 14       |        |
| Kiesett | 12   | Ayrton Senna       | Lotus-Honda            | 50    | Motorhiba        | 3        |        |
| Kiesett | 7    | Riccardo Patrese   | Brabham-BMW            | 48    | Elektronika      | 11       |        |
| Kiesett | 8    | Andrea de Cesaris  | Brabham-BMW            | 21    | Differenciálmű   | 13       |        |
| Kiesett | 17   | Derek Warwick      | Arrows-Megatron        | 20    | Motorhiba        | 8        |        |
| VI      | 21   | Alex Caffi         | Osella-Alfa Romeo      | 20    | Visszalépett     | 21       |        |
| Kiesett | 24   | Alessandro Nannini | Minardi-Motori Moderni | 17    | Felfüggesztés    | 15       |        |
| Kiesett | 9    | Martin Brundle     | Zakspeed               | 15    | Turbó            | 19       |        |
| Kiesett | 19   | Teo Fabi           | Benetton-Ford          | 9     | Turbó            | 4        |        |
| Kizárva | 23   | Adrián Campos      | Minardi-Motori Moderni | 3     | Kizárva          | 16       |        |
| NI      | 16   | Ivan Capelli       | March-Ford             | 0     | Nem állt rajthoz | 23       |        |

## Statisztikák
Vezető helyen:
- Nelson Piquet: 11 (1-7 / 17-20)
- Ayrton Senna: 5 (8-12)
- Alain Prost: 45 (13-16 / 21-61)

Alain Prost 26. győzelme, Nigel Mansell 5. pole-pozíciója, Nelson Piquet 20. leggyorsabb köre.
- McLaren 53. győzelme.

Nakadzsima Szatoru első versenye.